# Seznam vrcholů v Chočských vrších

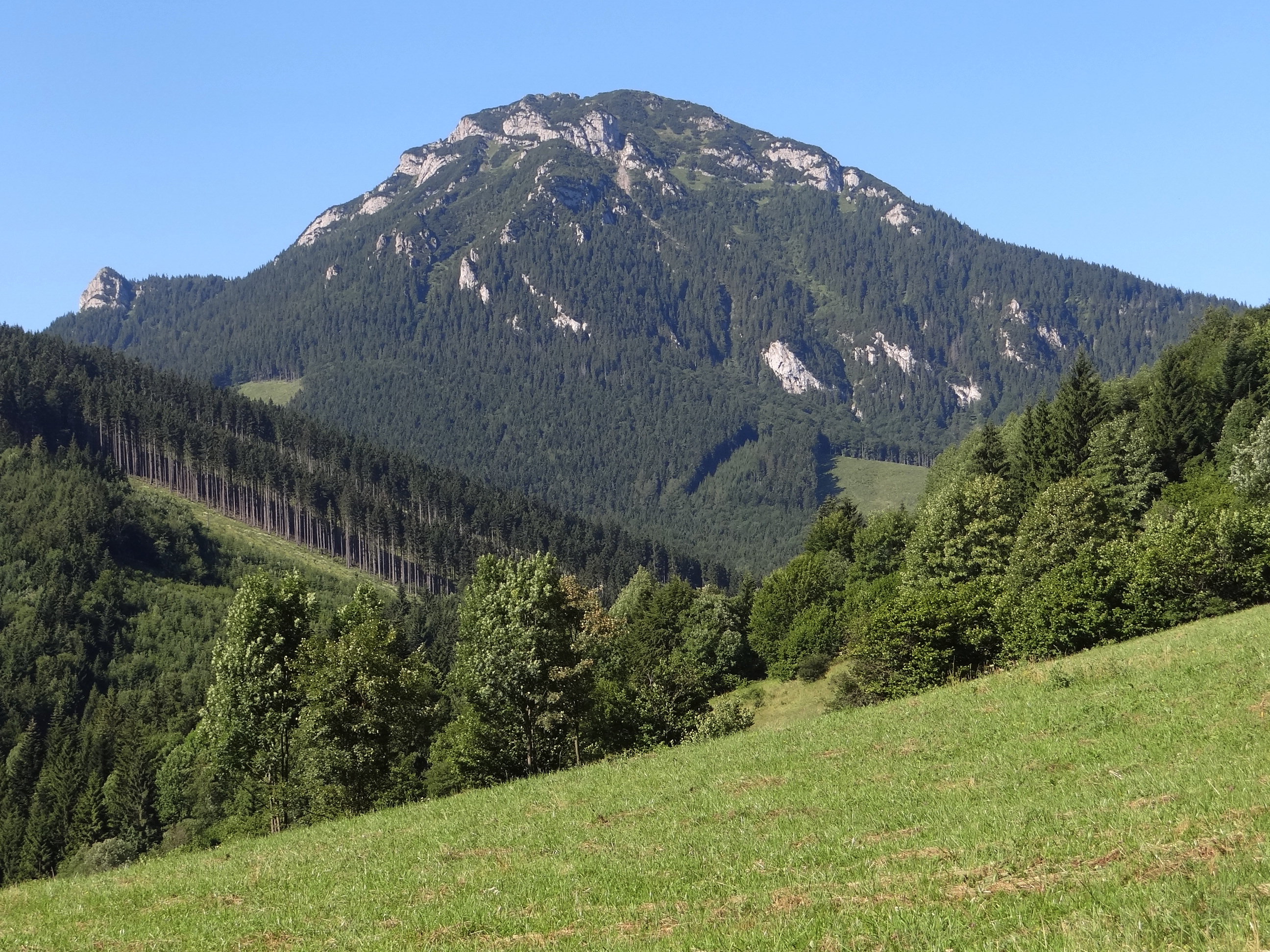
Veľký Choč (1608 m)

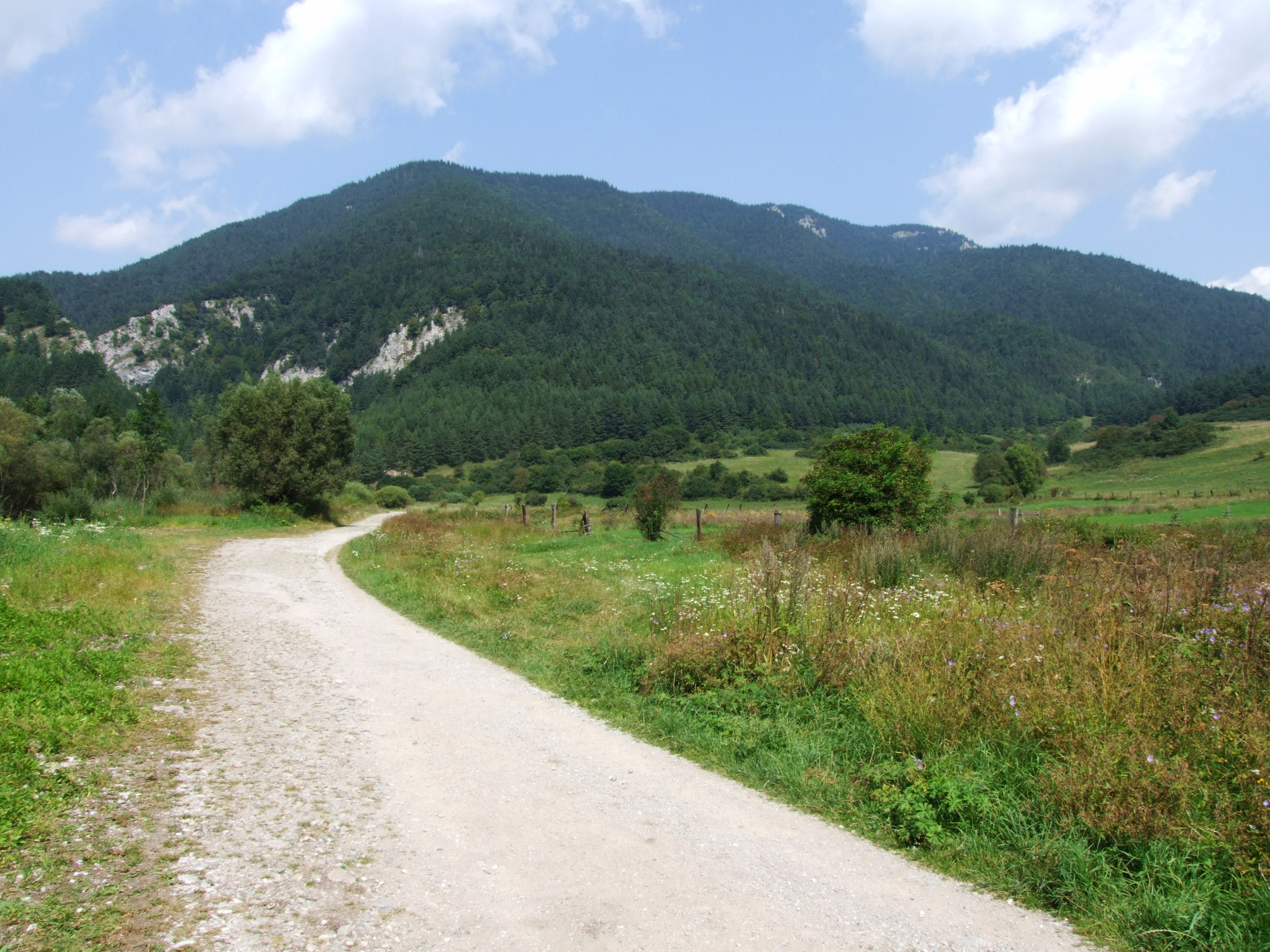
Prosečné (1372 m)

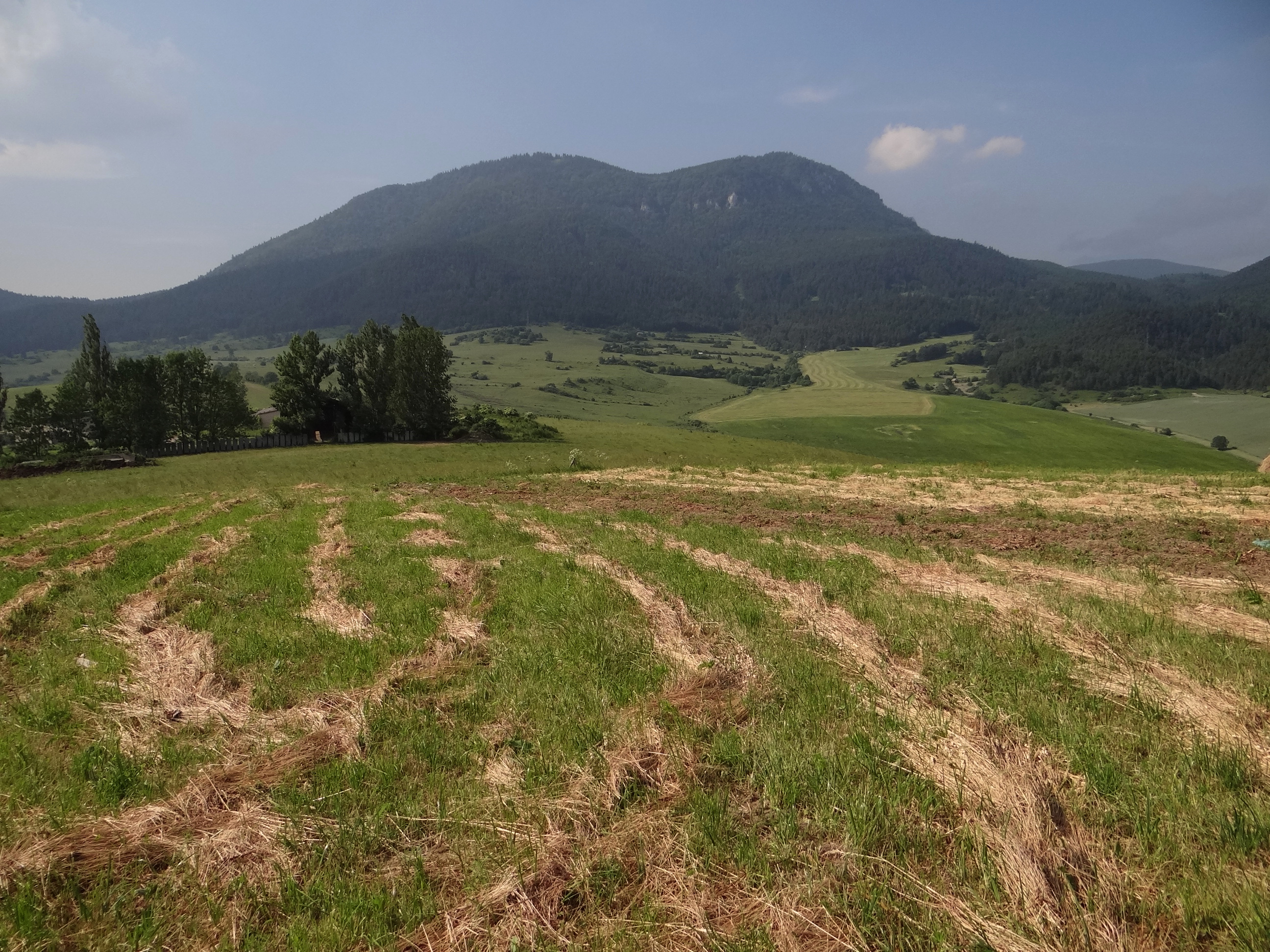
Predný Choč (1249 m)

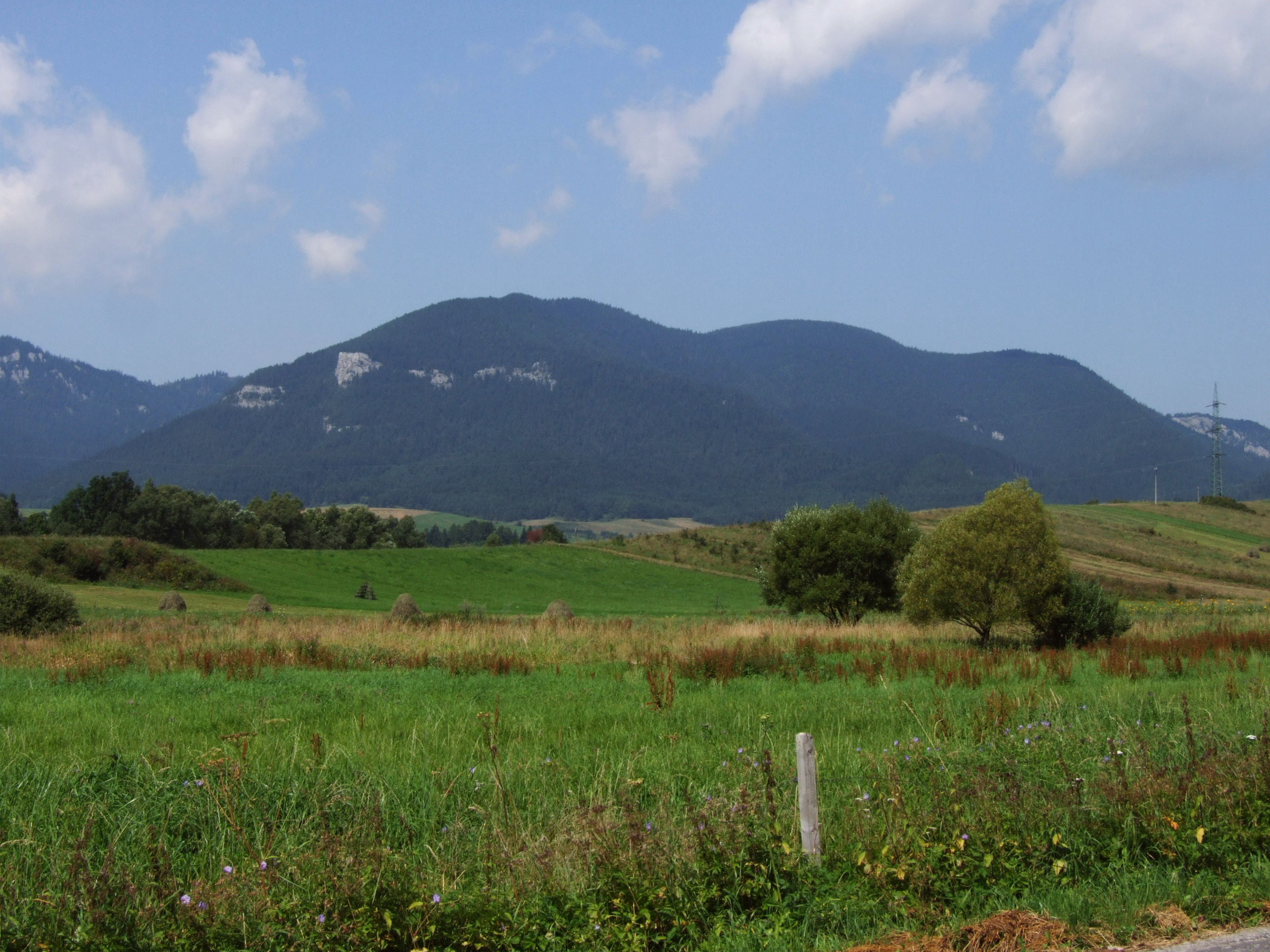
Čerenová (1221 m)

Seznam vrcholů v Chočských vrších zahrnuje pojmenované vrcholy s nadmořskou výškou nad 1000 m. K sestavení seznamu bylo použito map dostupných na stránkách hiking.sk.

## Seznam vrcholů
| #   | Vrchol            | Výška (m) | Souřadnice                       | Přístup                                              |
| --- | ----------------- | --------- | -------------------------------- | ---------------------------------------------------- |
| 1.  | Veľký Choč        | 1608      | 49°09′05″ s. š., 19°20′34″ v. d. | červená turistická značka · zelená turistická značka |
| 2.  | Malý Choč         | 1465      | 49°08′43″ s. š., 19°20′46″ v. d. | neznačeno                                            |
| 3.  | Prosečné          | 1372      | 49°10′30″ s. š., 19°30′48″ v. d. | zelená turistická značka                             |
| 4.  | Zadný Choč        | 1288      | 49°08′07″ s. š., 19°19′51″ v. d. | neznačeno                                            |
| 5.  | Lomné             | 1278      | 49°10′14″ s. š., 19°28′16″ v. d. | zelená turistická značka                             |
| 6.  | Predný Choč       | 1249      | 49°07′20″ s. š., 19°20′18″ v. d. | červená turistická značka                            |
| 7.  | Čerenová          | 1221      | 49°09′08″ s. š., 19°28′11″ v. d. | neznačeno                                            |
| 8.  | Bukov             | 1218      | 49°08′49″ s. š., 19°21′45″ v. d. | neznačeno                                            |
| 9.  | Hrádková          | 1206      | 49°10′50″ s. š., 19°31′45″ v. d. | neznačeno                                            |
| 10. | Pravnáč           | 1206      | 49°09′19″ s. š., 19°27′13″ v. d. | zelená turistická značka                             |
| 11. | Heliaš            | 1186      | 49°10′09″ s. š., 19°27′05″ v. d. | neznačeno                                            |
| 12. | Magura            | 1171      | 49°09′30″ s. š., 19°23′14″ v. d. | neznačeno                                            |
| 13. | Sokol             | 1134      | 49°08′15″ s. š., 19°18′34″ v. d. | neznačeno                                            |
| 14. | Havrania          | 1130      | 49°09′37″ s. š., 19°23′55″ v. d. | neznačeno                                            |
| 15. | Ostrý vrch        | 1128      | 49°11′19″ s. š., 19°33′13″ v. d. | neznačeno                                            |
| 16. | Soliská           | 1107      | 49°09′04″ s. š., 19°18′41″ v. d. | neznačeno                                            |
| 17. | Ostroň            | 1105      | 49°10′27″ s. š., 19°23′51″ v. d. | neznačeno                                            |
| 18. | Čierna hora       | 1094      | 49°11′20″ s. š., 19°31′54″ v. d. | neznačeno                                            |
| 19. | Holica            | 1086      | 49°10′16″ s. š., 19°21′32″ v. d. | neznačeno                                            |
| 20. | Turnianska Magura | 1085      | 49°07′46″ s. š., 19°21′58″ v. d. | neznačeno                                            |
| 21. | Sielnická hora    | 1051      | 49°09′37″ s. š., 19°25′29″ v. d. | neznačeno                                            |
| 22. | Smrekov           | 1024      | 49°07′30″ s. š., 19°22′55″ v. d. | neznačeno                                            |
| 23. | Ostrý vrch        | 1011      | 49°10′32″ s. š., 19°24′39″ v. d. | neznačeno                                            |
| 24. | Sielnický hrad    | 1000      | 49°08′51″ s. š., 19°25′49″ v. d. | červená turistická značka · žlutá turistická značka  |